# ターニャ・ディアヒレヴァ
ターニャ・ディアヒレヴァ （ベラルーシ語Таня Дзягілева, ロシア語: Таня Дягилева/Tanya Dziahileva, 1991年6月4日 -　）は、ベラルーシ出身のファッションモデル。
父はウクライナ人、母はポーランドの血を引くベラルーシ人である。2006年春夏コレクションよりデビュー。シャネル、クリスチャン・ディオールなどトップメゾンに登場した。ミラグロス・シュモール、モルガン・デュブレとともにジャン・ポール・ゴルチエのキャンペーンモデルとなった。